# ばら・す
ばら・すとは、フジテレビのCS放送 フジテレビONEで放映されていた情報番組。フジテレビ On Demandにて動画配信もされていた。ナレーターは川上まり・深見梨加。

## 概要
回ごとに、ばらし人と呼ばれる人を呼び、ある物の中身を見る番組である。ただ中身を見せるだけでなく、その部品の役割を説明するなど、構造面も重視している。
毎回、広辞苑第六版P.2299を引用する以下の番組オープニングで開始される。
番組内容は上記の広辞苑の定義のうち主に1.と2.で、すなわち「ある物を徹底的に分解する」あるいは「ある物や行為の裏に隠された秘密を公にする」ことがテーマとなる。ばらす対象物は分解可能な物体のみならず、建築物や食べ物、果ては漫才や水泳の泳法のような無形物まで多岐にわたる。
また、精密機器等の分解を取り上げる場合は、これを模倣して視聴者が機器を分解してトラブルを起こしても番組および製造元は一切関知しないことを警告として告知し、分解を奨励するものではないことを強調している。(尚ばらし人は、番組でばらす物を制作した人など、専門家である。)

## 受賞
2008年、全日本テレビ番組製作社連盟のATP賞優秀賞バラエティ部門を、第4回「乗用田植機　ウェルスターロイヤルVIP NSD8 (株式会社クボタ製造)」が受賞。

## 番組一覧
| 放送回 | タイトル |
| ------ | --- |
| 第1回  | 温水洗浄便座 ウォシュレット アプリコット F3A （2007年 TOTO製造）                                                          |
| 第2回  | G-SHOCK GS-1000J-1AJF （カシオ計算機製造）                                                                                |
| 第3回  | ピンボール OLD CHICAGO 1976年 （BALLY製造）                                                                               |
| 第4回  | 乗用田植機 ウェルスターロイヤルVIP NSD8 （クボタ製造）                                                                    |
| 第5回  | サンシャイン国際水族館 |
| 第6回  | 江戸からくり人形 茶運び人形 復元型                                                                                        |
| 第7回  | 打ち上げ花火 |
| 第8回  | 家庭用自動掃除機 Roomba570 （2007年 iRobot製造）                                                                          |
| 第9回  | 漫才 フットボールアワー・トータルテンボス・南海キャンディーズ （ルミネtheよしもと 2008年7月28日）                         |
| 第10回 | 東京タワー （日本電波塔株式会社） ※分解したのはタワーの模型                                                               |
| 第11回 | スーパーカブ50スタンダードモデル （本田技研工業製造）                                                                     |
| 第12回 | プリントシール機 girly girly （2008年 アイ・エム・エス製造）                                                              |
| 第13回 | ジュークボックス ワーリッツァー1015 （1946年 ワーリッツァー製造）                                                         |
| 第14回 | ななめドラム洗濯乾燥機 NA-VR5500L/R （パナソニック製造）                                                                  |
| 第15回 | 圧力IHジャー炊飯器 匠純銅おどり炊き ECJ-XP1000 （三洋電機製造）                                                           |
| 第16回 | ビール ザ・プレミアム・モルツ （サントリー製造）                                                                          |
| 第17回 | コンサートホール Bunkamuraオーチャードホール （東急文化村）                                                               |
| 第18回 | 遊園地 東京ドームシティ タワーハッカー／サンダードルフィン／ビッグ・オー（東京ドーム）                                    |
| 第19回 | ピアノ グランドピアノC3 （ヤマハ製造）                                                                                    |
| 第20回 | コーヒー タンザニア・中深煎り カフェ・バッハ                                                                              |
| 第21回 | 過熱水蒸気オーブンレンジ クリスタルテーブル ヘルシーシェフMRO FV300 （日立製造）                                          |
| 第22回 | 一眼レフレックスカメラ EOS 5D Mark II （キヤノン製造）                                                                    |
| 第23回 | よこはま動物園ズーラシア                                                                                                  |
| 第24回 | 冷蔵庫 野菜収納名人 GR-A43F（東芝製造）                                                                                   |
| 第25回 | マッサージチェア CYBER-RELAX AS-830（フジ医療器製造）                                                                     |
| 第26回 | コンパクトコンポーネントシステム EX-AR7（日本ビクター製造）                                                               |
| 第27回 | 競馬 サラブレッド |
| 第28回 | ラーメン 正油味らぁ麺（ちゃぶ屋）                                                                                         |
| 第29回 | アンティークオルゴール シリンダーオルゴール「パイヤール・コロンビア」 ディスクオルゴール「ポリフォンスタイル104」（榎屋） |
| 第30回 | 電動スポーツカーEV MINI SPORT（タジマモーターコーポレーション）                                                           |
| 第31回 | 恐怖〜お化け屋敷 （日本科学未来館）                                                                                       |
| 第32回 | 競泳 クロール（筑波大学水泳部競泳）                                                                                       |
| 第33回 | 電動RCヘリコプター S.R.G Quark SG（ヒロボー製造）                                                                         |
| 第34回 | 乗用四輪駆動雑草刈車 F1MASAO CMX224（筑水キャニコム製造）                                                                 |
| 第35回 | 映画脚本 ハリウッド・ストーリーテリング（田中靖彦）                                                                       |
| 第36回 | 掃除機 カーボンファイバーDC26タービンヘッドコンプリート （ダイソン製造）                                                  |
| 第37回 | 消防 玉川2小隊 （東京消防庁 第三方面玉川消防署）                                                                          |
| 第38回 | 国立代々木競技場 |
| 第39回 | 模型蒸気機関車 D51 標準型 重装備仕様 （アスターホビー製造）                                                               |
| 第40回 | クラシックカメラ ライカM3                                                                                                 |
| 第41回 | ロボット MANOI PF01（ロボガレージ製造）                                                                                   |
| 第42回 | エレクトリックギター SNAPPER-CTM (イーエスピー製造)                                                                       |
| 第43回 | 博物館 国立科学博物館（前編） （独立行政法人 国立科学博物館）                                                             |
| 第44回 | 博物館 国立科学博物館（後編） （独立行政法人 国立科学博物館）                                                             |
| 第45回 | ヨット ACT-GP33 （ACT製造）                                                                                               |
| 第46回 | 光学式プラネタリウム INFINIUM （コニカミノルタプラネタリウム製造）                                                        |
| 第47回 | 次世代電動ガン SCAR-L (東京マルイ製造)                                                                                    |
| 第48回 | 人工衛星 だいち(陸域観測衛星ALOS) (宇宙航空研究開発機構製造)                                                              |
| 第49回 | 家庭用ミシン Exceed Quilt Special (JUKI製造)                                                                              |
| 第50回 | ロードバイク |
| 第51回 | ランニングシューズ GEL-KAYANO 19 (アシックス製造)                                                                         |
| 第52回 | ラジカセ CF1980 (ソニー製造)                                                                                              |